# زیست‌شناسی فرگشتی

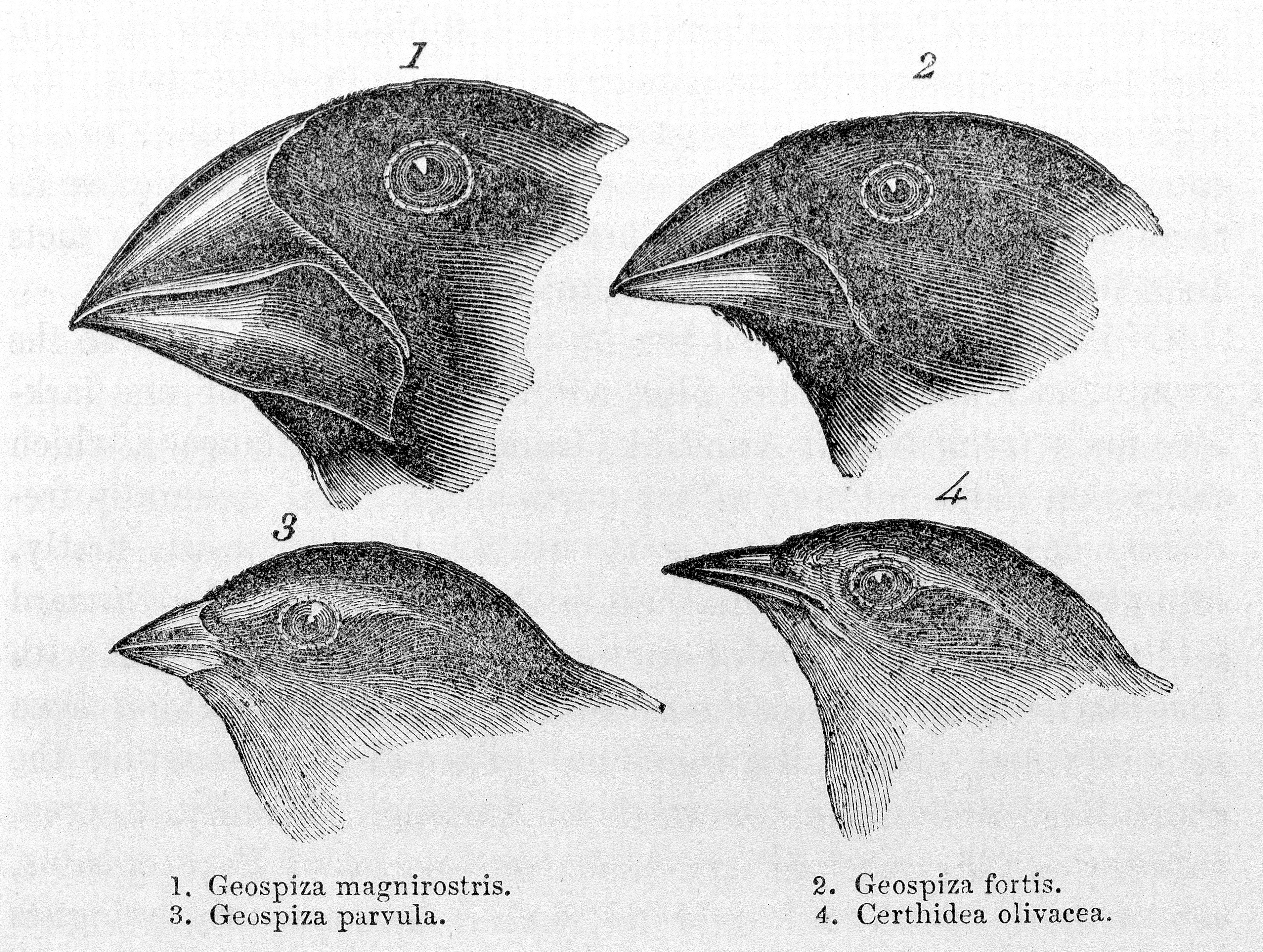
سهره‌های داروین اثر جان گولد

زیست‌شناسی فرگشتی (به انگلیسی: Evolutionary Biology) زیرشاخه‌ای از علم زیست‌شناسی است که به مطالعهٔ فرایندهای فرگشتی که منجر به تنوع زیستی بر روی سیارهٔ زمین از جهان‌نیای پایانی شده‌اند، می‌پردازد. این فرایندها شامل انتخاب طبیعی، نسب مشترک و گونه‌زایی می‌شوند.
این زیرشاخه از تفکری که جولیان هاکسلی در دههٔ ۱۹۳۰ میلادی با نام سنتز مدرن می‌شناخت، بیرون آمد. سنتز مدرن در جهت فهم چندین شاخهٔ تحقیقاتی از زیست‌شناسی مانند ژنتیک، بوم‌شناسی، سامانه‌شناسی و دیرینه‌شناسی که تا آن زمان با هم نامرتبط بودند، به‌وجود آمد.
تحقیقات کنونی گسترده‌تر شده‌است تا معماری ژنتیکی سازگاری، فرگشت مولکولی و نیروهای مختلفی را که شامل فرگشت جنسی، انتخاب ژنتیکی و جغرافیای زیستی می‌شود را پوشش دهد. زمینهٔ جدیدتر زیست‌شناسی فرگشتی فرگشتی ("evo-devo") چگونگی کنترل رشد رویان را بررسی می‌کند، بنابراین یک سنتز وسیع‌تر ایجاد می‌کند که زیست‌شناسی رشد را با زمینه‌های تحت پوشش سنتز فرگشتی قبلی ادغام می‌کند.

## مقدمه
فرگشت مفهوم اصلی اتحاد در زیست‌شناسی است. زیست‌شناسی را می‌توان به روش‌های مختلفی تقسیم کرد. یک راه با سطح سازماندهی زیستی است، از مولکولی تا سلولی، جاندار تا جمعیت. روش قبلی توسط آرایه‌شناسی درک می‌شود و با زمینه‌هایی مانند جانورشناسی، گیاه‌شناسی و میکروبیولوژی، آنچه را که در گذشته به‌عنوان بخش‌های عمدهٔ زندگی دیده می‌شد را منعکس می‌کند. راه سوم رویکردی مانند زیست‌شناسی میدانی، زیست‌شناسی نظری، فرگشت تجربی و دیرینه‌شناسی است. این روش‌های جایگزین برای تقسیم موضوع می‌تواند با زیست‌شناسی فرگشتی ترکیب شود تا زمینه‌هایی مانند اکولوژی فرگشتی و زیست‌شناسی فرگشتی ایجاد شود.
اخیراً، ادغام علم زیست‌شناسی و علوم کاربردی زمینه‌های جدیدی را ایجاد کرده‌است که تعمیم‌هایی از زیست‌شناسی فرگشتی مانند رباتیک فرگشتی، مهندسی، الگوریتم‌ها، اقتصاد، و معماری هستند. سازوکارهای اساسی فرگشت به‌طور مستقیم یا غیرمستقیم به کار می‌رود تا طرح‌های جدید به وجود آید یا حل مشکلاتی که حل آن‌ها در غیر این صورت دشوار بود انجام شود. تحقیقات تولیدشده در این زمینه‌های کاربردی به نوبهٔ خود به پیشرفت مسائل کمک می‌کند، به خصوص به دلیل کار در زمینهٔ فرگشت در زمینه‌های علوم کامپیوتر و مهندسی مانند مهندسی مکانیک کمک کننده است.

## تاریخ
ایدهٔ فرگشت با انتخاب طبیعی در سال ۱۸۵۹ توسط چارلز داروین مطرح شد، اما زیست‌شناسی فرگشتی، به عنوان یک رشتهٔ آکادمیک در نوع خود، در دورهٔ سنتز مدرن در دههٔ ۱۹۳۰ و ۱۹۴۰ پدیدار شد. تا دههٔ ۱۹۸۰ بسیاری از دانشگاه‌ها دارای بخش زیست‌شناسی فرگشتی بودند. در ایالات متحده، بسیاری از دانشگاه‌ها به جای بخش‌های قدیمی مانند گیاه‌شناسی و جانورشناسی، بخش‌های زیست‌شناسی مولکولی و سلولی یا زیست‌محیطی و زیست‌شناسی فرگشتی ایجاد کردند. دیرین‌شناسی اغلب در علوم زمین گروه‌بندی می‌شود.
اکنون که فیزیولوژی میکروبی و ژنومیک بهتر درک می‌شوند میکروبیولوژی نیز درحال تبدیل‌شدن به یک رشتهٔ فرگشتی است. زمان تولید سریع باکتری‌ها و ویروس‌هایی مانند باکتریوفاژها، امکان کشف سؤالات فرگشتی را فراهم می‌آورد.
بسیاری از زیست‌شناسان در شکل‌گیری رشتهٔ مدرن زیست‌شناسی فرگشتی نقش داشته‌اند. تئودوسیوس دوبژانسکی و ای.بی. فورد یک برنامهٔ تحقیقاتی تجربی ایجاد کردند. رونالد فیشر، سووال رایت و جان هالدین یک چارچوب نظری صدا را ایجاد کردند. ارنست مایر در سازگان‌شناسی، جورج گیلرد سیمپسن در دیرینه‌شناسی و جی. لدیارد استبینز در گیاه‌شناسی به شکل‌گیری ترکیب مدرن کمک کردند. جیمز کرو، ریچارد لوونتین، دن هارتل، مارکوس فلدمن، و برایان چالرزوورت نسلی از زیست‌شناسان فرگشتی آموزش دادند.

## مباحث تحقیق کنونی
تحقیقات کنونی در زیست‌شناسی فرگشتی موضوعات متنوعی را در بر می‌گیرد و ایده‌هایی از حوزه‌های مختلف مانند ژنتیک مولکولی و علوم رایانه را در خود گنجانده‌است.
اول، برخی از زمینه‌های تحقیق فرگشتی سعی در توضیح پدیده‌هایی دارند که در سنتز فرگشتی مدرن به‌خوبی مورد توجه قرار نگرفته‌اند. این‌ها شامل گونه‌زایی، فرگشت تولیدمثل جنسی، فرگشت همکاری، فرگشت پیرش و فرگشت‌پذیری) است.
دوم، زیست‌شناسان ساده‌ترین سیر فرگشتی را می‌پرسند: «چه اتفاقی افتاده و چه زمانی؟» این شامل زمینه‌هایی مانند دیرین‌زیست‌شناسی و همچنین سازگان‌شناسی و فیلوژنتیک یا تبارزایی است.
سوم، سنتز فرگشتی مدرن در زمانی ابداع شد که کسی اساس مولکولی ژن‌ها را درک نکرده بود. امروزه زیست‌شناسان فرگشتی سعی در تعیین معماری ژنتیکی پدیده‌های جالب فرگشتی مانند سازگاری و شکل‌گری دارند. آن‌ها به دنبال پاسخ به سؤالاتی از جمله چند ژن درگیر هستند، اثرات هر ژن چقدر زیاد است، تأثیر ژن‌های مختلف به چه میزانی به هم وابستگی متقابل دارد، تأثیر هر ژن چقدر زیاد است، ژن‌ها چه کاری انجام می‌دهند و چه تغییراتی در آن‌ها رخ می‌دهد (مثلاً جهش‌های نقطه‌ای در مقابل مضاعف شدن ژن یا حتی پلی‌پلوئیدی). آن‌ها سعی می‌کنند با مطالعه همباشی سراسرژنوم، وراثت‌پذیری بالایی را که در مطالعات دوقلو مشاهده می‌شود، با این مشکل در پیدا کردن این‌که ژن‌ها در نتیجهٔ این وراثت‌پذیری تأثیر دارند، تطبیق دهند.
یک چالش در مطالعهٔ معماری ژنتیکی این است که ژنتیک جمعیت کلاسیک که سنتز فرگشتی مدرن را کاتالیز می‌کند باید به‌روز شود تا دانش مولکولی مدرن را در نظر بگیرد. این امر به پیشرفت زیادی در زمینهٔ ریاضیات نیاز دارد تا بتواند داده‌های توالی دی‌ان‌ای را با نظریهٔ فرگشتی به عنوان بخشی از یک تئوری فرگشت مولکولی مرتبط کند. به‌عنوان مثال، زیست‌شناسان سعی می‌کنند با تشخیص رفت و برگشت‌های انتخابی، یک ژن را انتخاب کنند.
چهارم، سنتز فرگشتی مدرن شامل این توافق است که نیروها در فرگشت نقش دارند، اما در مورد نسبت اهمیت آن‌ها توافقی ندارند. پژوهش حاضر به دنبال تعیین این موضوع است. نیروهای فرگشتی شامل انتخاب طبیعی، انتخاب جنسی، رانش ژنتیکی، پیش‌نویس ژنتیکی، محدودیت‌های رشد، تعصب جهش و جغرافیای زیستی هستند.
یک رویکرد فرگشتی برای تحقیقات فعلی در زمینهٔ زیست‌شناسی جاندار و بوم‌شناسی مانند نظریهٔ تاریخ زندگی مهم است. ژن‌یابی و عملکرد آن‌ها به روش‌های تطبیقی وابسته است. زمینهٔ زیست‌شناسی فرگشتی فرگشتی ("evo-devo") به بررسی چگونگی عملکرد فرآیندهای توسعه می‌پردازد و آن‌ها را در جانداران مختلف برای تعیین چگونگی فرگشت آن‌ها مقایسه می‌کند.
برخی ژورنال‌های علمی منحصراً در زیست‌شناسی فرگشتی تخصص دارند، از جمله ژورنال‌های Evolution , Journal of Evolutionary Biology و BMC Evolutionary Biology. برخی ژورنال‌ها تخصص‌های فرعی موجود در زیست‌شناسی فرگشتی را پوشش می‌دهند، مانند ژورنال‌های زیست‌شناسی سیستماتیک، زیست‌شناسی مولکولی و فرگشت و مجلهٔ خواهر آن Genome Biology and Evolution و Cladistics .
مجلات دیگر جنبه‌های زیست‌شناسی فرگشتی را با سایر زمینه‌های مرتبط با یکدیگر ترکیب می‌کنند. به عنوان مثال، بوم‌شناسی مولکولی، مجموعه مقالات جامعهٔ سلطنتی لندن سری B، زیست‌شناسی طبیعت‌گرایانهٔ آمریکایی و نظری جمعیت، با اکولوژی و جنبه‌های دیگر زیست‌شناسی جاندار همپوشانی دارند. همپوشانی با اکولوژی نیز در مجلات مرور Trends Ecology and Evolution و بررسی سالانهٔ اکولوژی، فرگشت و سیستماتیک برجسته است. ژورنال‌های ژنتیک و ژنتیک PLoS با سؤالات ژنتیک مولکولی که کاملاً ماهیت فرگشتی ندارند همپوشانی دارند.